# Sceloporus grammicus
Sceloporus grammicus är en ödleart som beskrevs av Wiegmann 1828. Sceloporus grammicus ingår i släktet Sceloporus och familjen Phrynosomatidae.
Arten förekommer i stora delar av Mexiko norr om Tehuantepecnäset. Utbredningsområdet sträcker sig fram till sydvästra Texas i USA. Individerna lever i halvtorra områden med träd av eksläktet och släktet Prosopis. Sceloporus grammicus klättrar ofta i växtligheten. Honor lägger inga ägg utan föder levande ungar.
För beståndet är inga hot kända och hela populationen anses vara stabil. IUCN kategoriserar arten globalt som livskraftig.

## Underarter
Arten delas in i följande underarter:
- S. g. microlepidotus
- S. g. grammicus
- S. g. tamaulipensis